# 新夕張站
新夕張車站（日语：／ Shin-yūbari eki */?）位於日本北海道夕張市紅葉山，是北海道旅客鐵道（JR北海道）石勝線上的車站，是特急列車「十勝號列車」及部份「大空號列車」的停車站。

## 車站構造
- 擁有2面5線的月台配置（4號線屬頭端式月台，與0號線同側）。月台位於2樓，由於站房所在位置的地勢比月台為低，因此有錯覺以為月台部份屬高架部份，其實兩者皆位於地面部份。

### 月台配置
| 月台 | 路線    | 方向         | 目的地         | 備註     |
| ---- | ------- | ------------ | -------------- | -------- |
| 1    | ■石勝線 | 上行         | 追分、札幌方向 | 特急列車 |
| 1    | ■石勝線 | 下行         | 帶廣、釧路方向 | 特急列車 |
| 2    | ■石勝線 | （預備月台） | （預備月台）   |          |
| 3、4 | ■石勝線 | 上行         | 追分、千歲方向 | 普通列車 |

- 雖然有站員駐守，但是只有辦理平常日中午的售票和剪票等業務。新夕張是一個「管理車站」（除了車站自身外，也負責管理周遭其他無人或較小車站的主要車站），其所管理的車站範圍如下：
  - 石勝線：瀧之上至苫鵡間的各站
  - 夕張支線：沼之澤至夕張間的各站（已廢止）
- 設有綠色窗口（營業時間:7:25～15:30，中間有休息時間）與Kiosk（便利商店），以上兩者假日均沒有營業。
- 於2004年4月前後設立自動售票機。
- 因應沒有站員服務的情況，有另外設置「乘車站證明書發行機」（乗車駅証明書発行機）。

由於「新夕張 - 新得」區間並沒有普通列車行駛，因此由本站來往占冠、苫鵡與新得站的旅客，並不需額外付特急車資就可搭乘特急列車的自由席，是少見的特例。要注意上車和下車的車站兩者都必須是該指定區間內的車站，即新夕張、占冠、苫鵡或新得，才可使用此特例。乘特急列車跨越區間及區間以外的話，特例則不適用，須繳付區間內的特急車資。

## 車站周邊
- 國道274號、國道452號
- 道東高速公路夕張交流道
- 夕張警察署紅葉山派出所
- 紅葉山郵局（與日本郵便岩見澤支店紅葉山集配中心合設）
- 夕張市農協店舗
- 夕張市紅葉山連絡所
- 夕張市立希望小學
- 夕張鐵道（夕鐵巴士）「新夕張站前」公車站

## 歷史
- 1892年（明治25年）11月1日 - 北海道煤礦鐵道開通追分 - 夕張間路段時設立。當時的車站名為紅葉山。
- 1906年（明治39年）10月1日 - 根據鐵道國有法收購北海道炭礦鐵道線，成為國有鐵道的車站。
- 1907年（明治40年）5月16日 - 紅葉山 - 楓（初代）間貨物支線開始營業。
- 1909年（明治42年）10月12日 - 線路名稱定為「夕張線」。
- 1981年（昭和56年）5月25日 - 廢除貨運業務。
  - 7月1日 - 夕張線支線紅葉山 - 登川間廢線。
  - 10月1日 - 石勝線開始營業，改站名為新夕張。移設車站並高架化。
- 1987年（昭和62年）4月1日 - 國鐵分割民營化後成為JR北海道轄下的車站。
- 2004年（平成16年）3月7日 - 石勝線夕張支線改採特殊自動閉塞方式，廢止傳統電氣路牌閉塞方式。
  - 3月13日 - 石勝線（舊）楓站廢站。新夕張 - 占冠間長達34.3 km，為日本在來線站與站之間最長的距離。
- 2019年（平成31年）3月 - 石勝線夕張支線（夕張 - 新夕張）廢線。

## 相鄰車站
北海道旅客鐵道（JR北海道）
■石勝線（本線）
※停靠此站的特急「大空」、「十勝」的相鄰停靠站參見列車條目。
普通
瀧之上（K18）－（十三里信號場）－新夕張（K20）－（楓信號場）－（長和信號場）－（東長和信號場）－（清風山信號場）－ （鬼峠信號場） －占冠（K21）
往占冠站方向只限特急列車運行。此站－新得站之間互相乘車，是准許使用普通乘車券乘座特急自由席的特例。

### 廢除路線
■石勝線（夕張支線）
普通
新夕張（K20）－沼之澤（Y21）

### 過去存在的路線
日本國有鐵道（國鐵）
夕張線（本線）
十三里－紅葉山－沼之澤
夕張線（登川支線）
紅葉山－楓

## 外部連結
- （日語）全驛參觀之旅 （页面存档备份，存于）
- （日語）夕張站（JR北海道） （页面存档备份，存于）